# Aleksandr Nikolaevič Serov
Aleksandr Nikolaevič Serov (in russo Александр Николаевич Серов?; San Pietroburgo, 23 gennaio 1820 – San Pietroburgo, 1º febbraio 1871) è stato un compositore e critico musicale russo.

## Biografia
Aleksandr Serov nacque a San Pietroburgo l'11 gennaio 1820, figlio di Nikolaj Ivanovič Serov, funzionario del ministero delle Finanze. Il nonno materno di Serov, Carl Ludwig Hablitz, era un naturalista di origine ebraico-tedesca, che nacque a Königsberg e si trasferì in Russia durante l'infanzia, quando suo padre fu assunto come ispettore del reparto stampa dell'Università di Mosca. In Russia, Hablitz divenne membro dell'Accademia russa delle scienze oltre ad assumere altri alti incarichi ufficiali. 
Il padre di Serov, Nikolaj, voleva che anche il figlio diventasse un avvocato e lo iscrisse alla Scuola imperiale di giurisprudenza. Serov era però più interessato alla musica, e divenne amico di un altro studente della scuola di legge, Vladimir Stasov, che successivamente diventò un famoso critico d'arte. 
Serov sposò la compositrice Valentina Bergman; nel 1865 la coppia ebbe un figlio, Valentin (1865 - 1911), che diventò un illustre pittore ed uno dei primi ritrattisti russi della sua era. Tra i suoi dipinti degni di nota figurano Ragazza con le pesche e Ragazza coperta dal sole, entrambi esposti nella galleria Tret'jakov, e molti ritratti di personaggi famosi.
La prima attività professionale di Aleksandr Serov fu quella di avvocato, e solo nel 1850 si dedicò a quella di critico musicale. Sei anni dopo assunse l'incarico di insegnante di storia della musica all'Università statale di Mosca e quindi in quella di San Pietroburgo. Non fu solamente uno dei più importanti critici musicali russi degli anni cinquanta e sessanta del XIX secolo, ma si distinse anche come compositore di opere nel periodo intermedio che intercorse fra Rusalka di Aleksandr Dargomyžskij e le prime opere di Cezar' Kjui, Nikolaj Rimskij-Korsakov e Modest Petrovič Musorgskij.
La sua carriera come compositore iniziò con l'opera Giuditta, che ebbe successo alla prima del 28 maggio 1863 al teatro Mariinskij di San Pietroburgo con Osip Petrov, cui seguì, l'8 novembre 1865, il successo della prima assoluta di Rogneda, sempre al Mariinskij con Petrov, alla presenza dello zar Alessandro II di Russia. Compose anche un'Ave Maria, scritta nel 1868, la musica per il dramma Nerone, la musica per orchestra Danse cosaque e vari pezzi per pianoforte.
Nel 1871 Aleksandr Serov morì improvvisamente per un attacco di cuore. La sua vedova terminò la sua ultima opera Il potere del Male, e promosse i suoi lavori.
Fervente ammiratore di Wagner, Serov ebbe più importanza come precursore di alcune caratteristiche di Čajkovskij e per la sua posizione contraria alla nuova scuola nazionale russa che per l'effettivo valore delle sue opere musicali. Nonostante il notevole successo avuto alle prime esecuzioni, oggi il nome di Serov compare raramente nei programmi al di fuori della Russia.
Come critico, Serov si oppose alla scuola nazionale russa poiché vedeva un concreto rischio di isolamento in ambito nazionale, mentre egli desiderava un inserimento del mondo musicale russo in un contesto pià vasto. Come musicologo scrisse saggi su Mozart, Beethoven e Wagner.

## Opere principali
- Giuditta (Юдифь, 1861–63);
- Rogneda (Рогнеда, 1863–65);
- Il potere del Male (Вражья сила, 1867–71);
- Sogno su testo di Pëtr Vjazemskij;
- Di villaggio in villaggio su testo di Taras Ševčenko;
- Volava l'usignolo su testo di Ivan Lažečnikov;
- Taras Bulba (1867);
- Il tuo sguardo è radioso come i cieli su testo di Michail Lermontov.